# Учан-Су (водоспад)
Уча́н-Су, Уча́н-Сув (крим. Uçan Suv) — водоспад у Криму, на однойменній річці. Найвищий водоспад України. Розташований на висоті 390 м над рівнем моря, на південному схилі гори Ай-Петрі, за 6 км на північ від Ялти.

## Водоспад Учан-Су
Висота водоспаду — 98,5 м.
Назва означає «вода, що летить» у перекладі з кримськотатарської мови (uçan — той, що летить, suv — вода). Відомі також інші назви водоспаду: грецька Кремасто-Неро (дав.-гр. Κρεμαστόν νερόν — «вода, що висить») і кримськотатарська Акар-Су (крим. Aqar Suv — «вода, що тече»).
Водоспад Учан-Су найефектніше виглядає під час злив і сніготанення на яйлі. Влітку він майже повністю пересихає, в суворі зими іноді замерзає. Середньорічна витрата води, що скидається, становить 50 л/с. При падінні Учан-Су утворює два каскади: на другому каскаді розташована невелика споруда з водозабором і скульптурою орла на даху. Звідси вода надходить у Могабинське водосховище (300 тис. м³) і потім використовується для водопостачання Ялти.
У 1947 році водоспад Учан-Су був оголошений заповідним, з 1973 року — це територія Ялтинського державного гірсько-лісового природного заповідника.
Над водоспадом Учан-Су по дорозі з Ялти на Ай-Петрі знаходиться Орлиний заліт  — скеля з видовим майданчиком.
Станом на 1.01.2021 року Учан-Су пересох.

## Фотогалерея

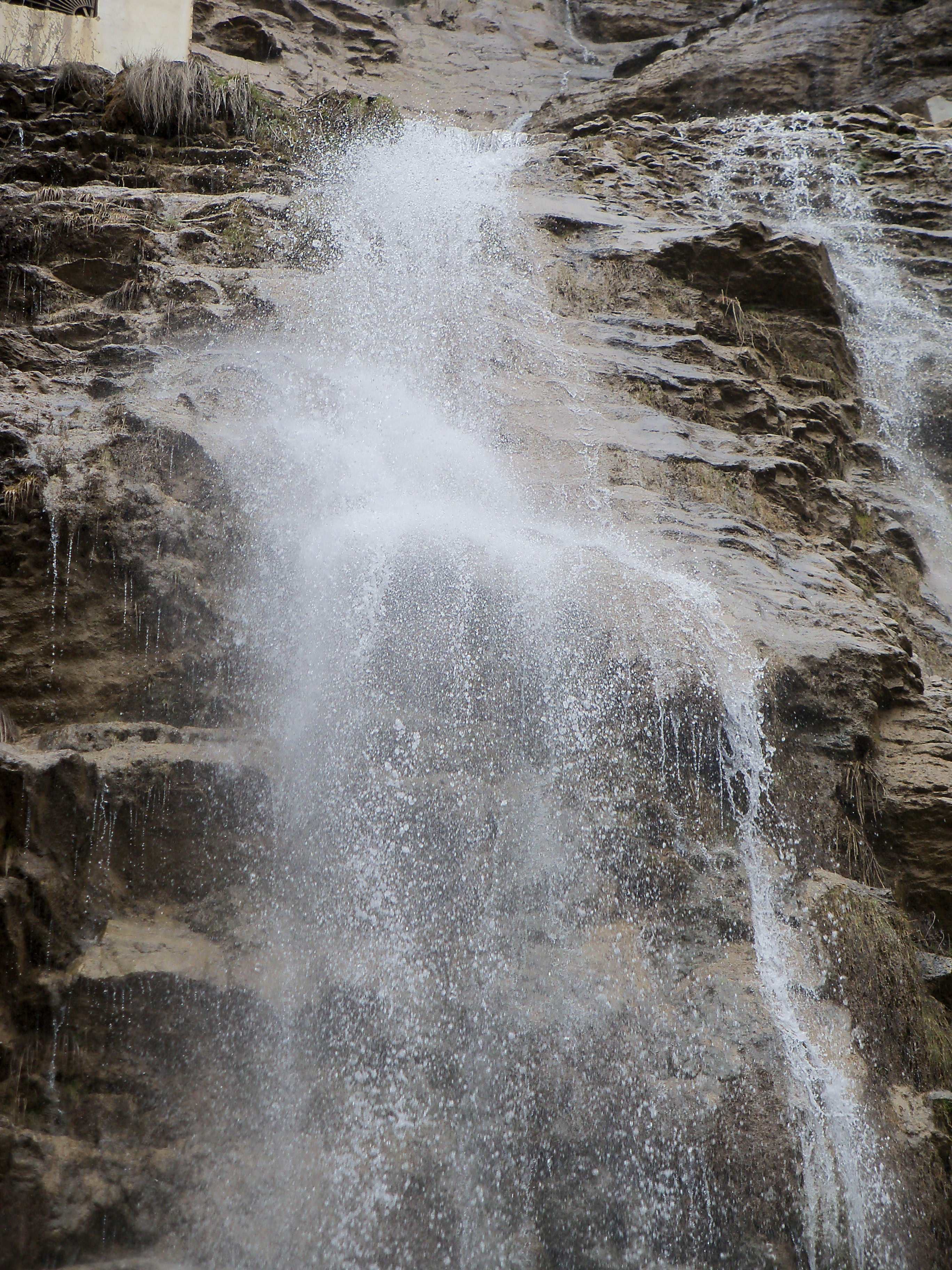
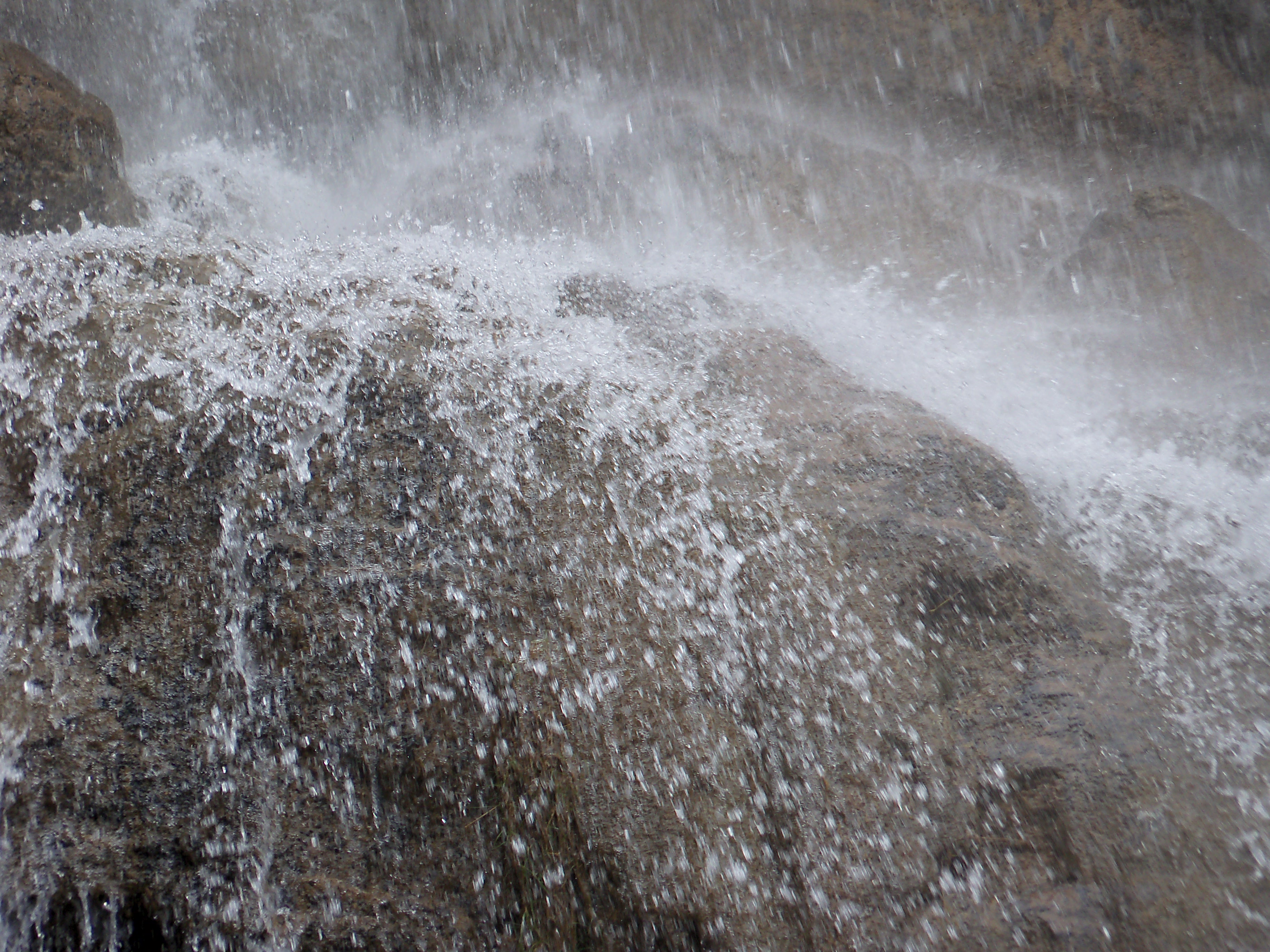
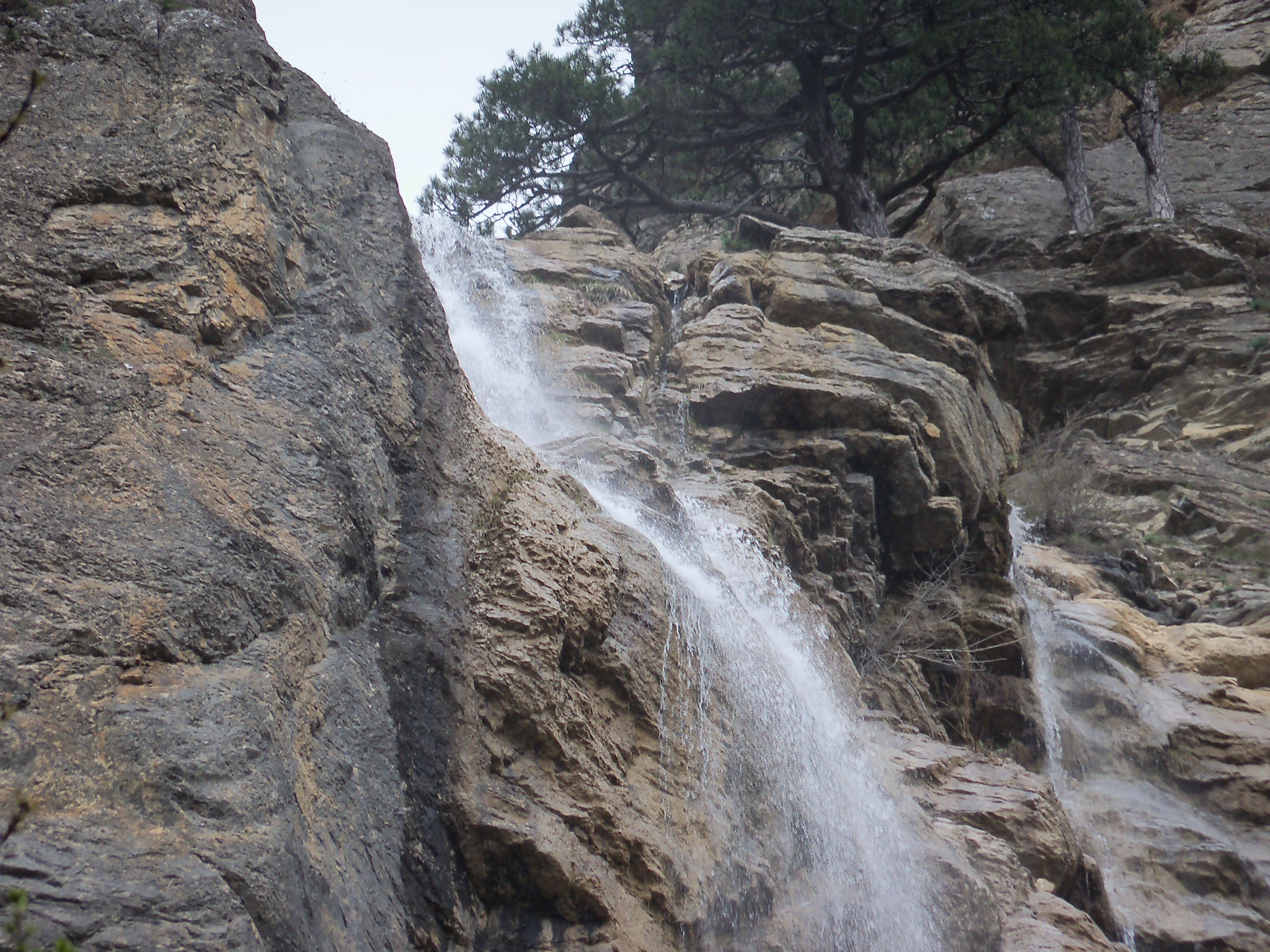
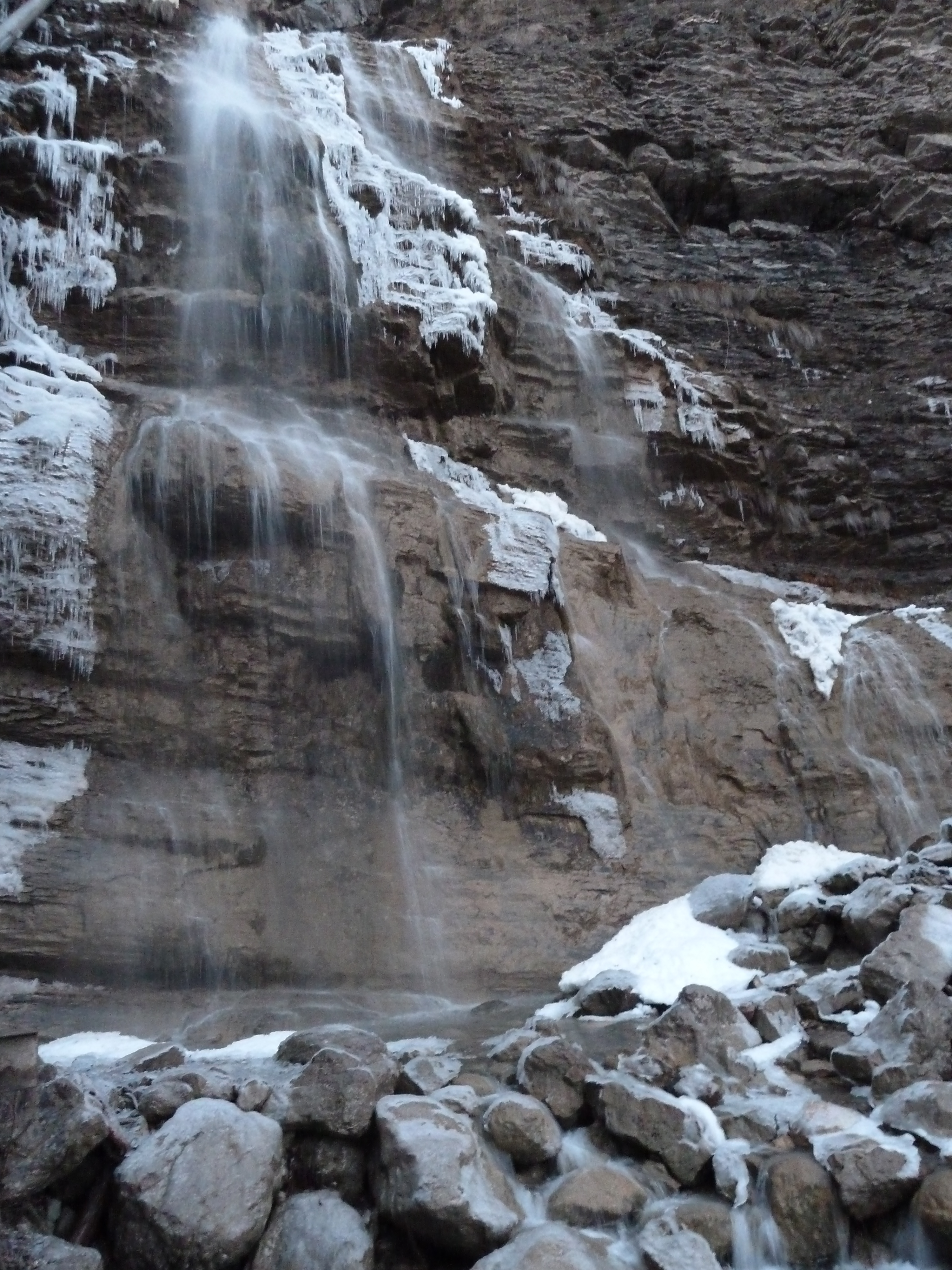

## Річка Учан-Су
Водоспад утворений річкою Учан-Су, яка бере початок під уступом Ай-Петринської яйли на значній висоті і тече вниз з дуже великим ухилом. У нижній течії річка утворює ще три невеликі водоспади. Учан-Су протікає через західну частину Ялти, впадаючи в море поряд з готелем «Ореанда». Довжина річки — 7 км, площа водозбірного басейну — 28,9 км².